# サジオモダカ
サジオモダカ（Alisma plantago-aquatica var. orientale）は、オモダカ科サジオモダカ属の植物。和名は、葉の形がさじ（スプーン）に似ていることによる。サジオモダカの塊茎は沢瀉（たくしゃ）と呼ばれ、利尿効果などのある漢方薬として利用される。なお沢瀉という漢字は「おもだか」とも読まれ、その場合はオモダカ科植物全体のことをさす。

## 分布
北日本や東アジア、中央アジアの湖沼やため池などに生息する。西日本にも見られるが、栽培個体が逸出したものであるとされる。

## 形態、生態
多年草で、湿生植物、または抽水植物として生育する。短い茎から楕円形の葉を根生し、葉の長さは5-20cm。
花期は7-9月、花茎は最大120cm程度になる。花茎は盛んに分枝し、花柄の先に丸い3弁の花をつける。花の色は白かうすい桃色、雄しべは6本、雌しべは多数形成する。地中に形成した塊茎で越冬する。

## 利用
塊茎を乾燥させたものには抗腎炎作用があり、沢瀉の名で漢方薬として用いられる。また塊茎には、アレルギー反応を抑制する機能を持つ可能性も示唆されている。
他方で、水田などで繁殖すると、水田雑草として扱われることがある。